# Lubiszyn (gmina)
Pour les articles homonymes, voir Lubiszyn.
Lubiszyn est une gmina rurale (gmina wiejska) de la powiat de Gorzów, dans la Voïvodie de Lubusz, dans l'ouest de la Pologne.
Son siège administratif (chef-lieu) est le village de Lubiszyn, qui se situe environ 21 kilomètres à l'ouest de Gorzów Wielkopolski (siège de la powiat).
La gmina couvre une superficie de 205,3 km2 pour une population de 6 743 habitants en 2006.

## Histoire
De 1975 à 1998, la gmina est attachée administrativement à la voïvodie de Gorzów.

Depuis 1999, elle fait partie de la voïvodie de Lubusz.

## Géographie
La gmina de Lubiszyn inclut les villages et localités de :

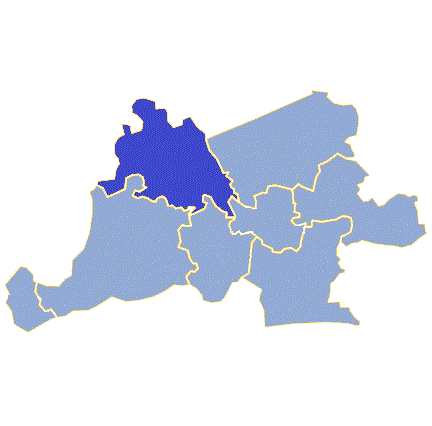
Plan de la gmina

- Baczyna
- Brzeźno
- Buszów
- Chłopiny
- Dzikowo
- Gajewo
- Jastrzębiec
- Kozin
- Łąkomin
- Lubiszyn
- Lubno
- Marwice
- Mystki
- Podlesie
- Ściechów
- Ściechówek
- Smoliny
- Staw
- Tarnów
- Wysoka
- Zacisze

### Gminy voisines
La gmina de Lubiszyn est voisine de :

la ville de :
- Gorzów Wielkopolski

et des gminy suivantes :
- Bogdaniec
- Dębno
- Kłodawa
- Myślibórz
- Nowogródek Pomorski
- Witnica

## Structure du terrain
D'après les données de 2002, la superficie de la commune de Lubiszyn est de 205,3 km2, répartis comme telle :
- terres agricoles : 47 %
- forêts : 43 %. La commune représente 16,99 % de la superficie du powiat.

## Démographie
Données du 30 juin 2012 :
| Description        | Total  | Total | Femmes | Femmes | Hommes | Hommes |
| ------------------ | ------ | ----- | ------ | ------ | ------ | ------ |
| Unité              | Nombre | %     | Nombre | %      | Nombre | %      |
| Population         | 6 726  | 100   | 3 291  | 48,9   | 3 435  | 51,1   |
| Densité (hab./km²) | 32,8   | 32,8  | 16     | 16     | 16,7   | 16,7   |